# Natação nos Jogos Olímpicos de Verão de 1896
Nos Jogos Olímpicos de Verão de 1896, quatro eventos da natação foram realizados, todos masculinos. Todas as disputas realizaram-se em 11 de abril na Baía de Zea em Atenas, com 19 nadadores de quatro países.

## Calendário
| Abril   | 6 | 7 | 8 | 9 | 10 | 11 | 12 | 13 | 14 | 15 |
| ------- | - | - | - | - | -- | -- | -- | -- | -- | -- |
| Natação |   |   |   |   |    | 4  |    |    |    |    |

|  | Dia de final |

## Medalhistas

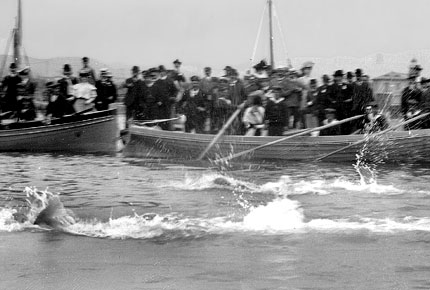
Em água corrente, competidores disputam prova de natação nos primeiros Jogos da era moderna.

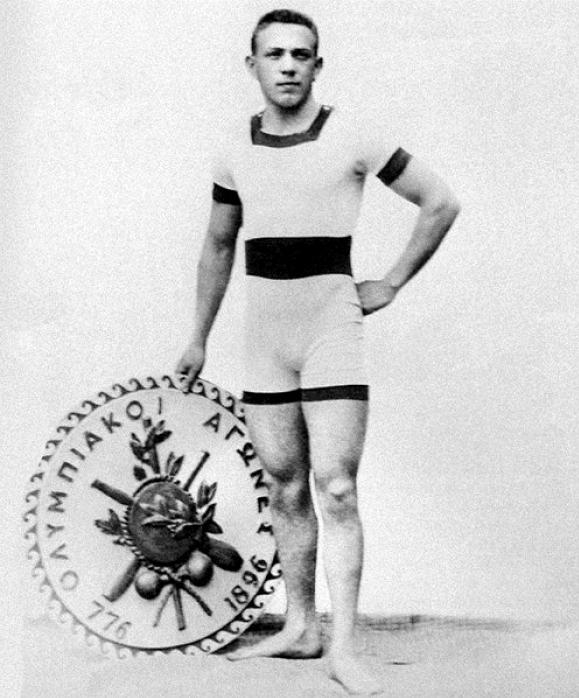
Alfréd Hajós conquistou duas medalhas de ouro nos Jogos.

Masculino
| Evento                               | Ouro                         | Prata                        | Bronze                          |
| ------------------------------------ | ---------------------------- | ---------------------------- | ------------------------------- |
| 100m livre detalhes                  | Alfréd Hajós HUN Hungria     | Otto Herschmann AUT Áustria  | Nenhuma                         |
| 500m livre detalhes                  | Paul Neumann AUT Áustria     | Antonios Pepanos GRE Grécia  | Efstathios Chorophas GRE Grécia |
| 1200m livre detalhes                 | Alfréd Hajós HUN Hungria     | Joannis Andreou GRE Grécia   | Efstathios Chorophas GRE Grécia |
| 100m livre para marinheiros detalhes | Ioannis Malokinis GRE Grécia | Spiridon Chasapis GRE Grécia | Dimitrios Drivas GRE Grécia     |

## Quadro de medalhas
| Ordem | País        | Medalha de ouro | Medalha de prata | Medalha de bronze |    | Ordem por total |
| ----- | ----------- | --------------- | ---------------- | ----------------- | -- | --------------- |
| 1     | HUN Hungria | 2               |                  |                   | 2  | 2               |
| 2     | GRE Grécia  | 1               | 3                | 3                 | 7  | 1               |
| 3     | AUT Áustria | 1               | 1                |                   | 2  | 2               |
| TOTAL | TOTAL       | 4               | 4                | 3                 | 11 | —               |

## Países participantes
- AUT Áustria (2)
- GRE Grécia (15)
- HUN Hungria (1)
- USA Estados Unidos (1)